# Сандерленд, Кендра
Кендра Сандерленд (англ. Kendra Sunderland, род. 16 июня 1995, Сейлем, Орегон, США) — американская порноактриса и эротическая модель.

## Биография
Родилась в июне 1995 года в Сайлеме (Орегон). Окончила среднюю школу в Западном Салеме в 2013 году. В следующем учебном году поступила в Университет штата Орегон, где начала изучение бизнеса и экономики. В то же время начала работать горничной в Корваллисе, а также моделью эротического видеочата, чтобы оплачивать обучение.
Стала известна после того, как в 2014 году решила провести шоу на камеру в её университетской библиотеке, где она мастурбировала. Получила около 300 тысяч посещений и 700 долларов за менее чем два часа «шоу». В январе 2015 года анонимный пользователь разместил видео на веб-сайте Pornhub, где она стала местной знаменитостью. Видеороликом заинтересовалась полиция, а 27 января 2015 года Кендра была арестована по обвинению за непристойное поведение в общественном месте. Арест стал вирусным явлением, открыв двери в индустрии фильмов для взрослых.
В том же году к ней обратились журналы Playboy и Penthouse для проведения фотосессий. Была названа «Киской месяца» (англ. Pet of the Month).
Дебютировала как порноактриса в 2015 году под руководством режиссёра Грега Лански, владельца студий Vixen, Tushy и Blacked.
В 2017 году стала обладателем премии AVN совместно с Миком Блю (Mick Blue) за лучшую сексуальную сцену мужчины / женщины в фильме Natural Beauties, за которую также была номинирована на премию XBIZ в номинации Лучшая сексуальная сцена.
В декабре 2020 года аккаунт Сандерленд в Instagram с 2,2 миллионами подписчиков был отключен от сети после того, как она опубликовала несколько своих фотографий топлесс, а также сообщение о том, что у нее были сексуальные отношения с генеральным директором Instagram Адамом Моссери.
В 2023 году у нее закончился контракт с Vixen Media Group, и она начала выступать в качестве свободного агента в других компаниях.
В августе 2024 года была арестована в Техасе за хранение менее одной унции Каннабиса, но через 2 месяца обвинения были сняты. В родном штате Сандерленд, Орегон, хранение небольшого количества каннабиса является законным.
В конце января 2025 года дебютировала в сцене анального секса для сайта Tushy. По иронии судьбы дата выхода первой анальной сцены Сандерленд совпала с 10-летней годовщиной ее ареста и скандала в Университете штата Орегон. По словам самой актрисы она снова собирается «взорвать интернет» своим анальным дебютом.
По данным на 2025 год, Кендра Сандерленд снялась в 850 порнофильмах.

## Награды и номинации
| Год  | Церемония                   | Результат | Номинация                                          | Работа              |
| ---- | --------------------------- | --------- | -------------------------------------------------- | ------------------- |
| 2017 | Премия AVN                  | Победа    | Лучшая сексуальная сцена для мужчина / женщина     | Natural Beauties    |
| 2017 | XBIZ Award                  | Номинация | Лучшая сексуальная сцена                           | Natural Beauties    |
| 2017 | XBIZ Award                  | Номинация | Старлетка года                                     |                     |
| 2018 | Премия AVN                  | Номинация | Лучшая сексуальная сцена для мужчина / женщина     | Kendra’s Obsession  |
| 2018 | Премия AVN                  | Номинация | Лучшая лесбийская сексуальная сцена                | Unexpected Feelings |
| 2018 | Премия AVN                  | Победа    | Mejor escena de trío H-M-H                         | Kendra’s Obsession  |
| 2018 | Премия AVN                  | Номинация | Выбор поклонников: лучшая актриса                  | -                   |
| 2018 | Spank Bank Awards           | Номинация | Красивая блондинка года                            | -                   |
| 2018 | Spank Bank Awards           | Номинация | Лучшее тело                                        | -                   |
| 2018 | Spank Bank Awards           | Номинация | Лучшие ноги                                        | -                   |
| 2018 | Spank Bank Awards           | Победа    | Boobalicious Babe of the Year                      | -                   |
| 2018 | Spank Bank Awards           | Номинация | Excellence in 'Lawn' Maintenance                   | -                   |
| 2018 | Spank Bank Awards           | Номинация | Most Beautiful Seductress                          | -                   |
| 2018 | Spank Bank Awards           | Номинация | Porn’s 'It' Girl                                   | -                   |
| 2018 | Spank Bank Awards           | Номинация | Pussy Phenomenon of the Year                       | -                   |
| 2018 | Spank Bank Awards           | Номинация | Tweeting Twat of the Year                          | -                   |
| 2018 | Spank Bank Technical Awards | Победа    | Ultimate Understanding of the Dewey Decimal System | -                   |
| 2018 | XBIZ Award                  | Номинация | Лучшая сцена в видеоролике                         | Young & Beautiful 2 |